# Berliner Börsen-Zeitung
Berliner Börsen-Zeitung (kratica BBZ) je bila slovenska ilegalna obveščevalna služba, ki je bila ustanovljena aprila 1941, po aprilski vojni.

## Zgodovina
Obveščevalna služba je delovala za potrebe britanske Intelligence Service (IS). Sedež službe je bil v Ljubljani, centre pa je imela v Zagrebu, Trstu, Benetkah, Veroni in Milanu.
Eden glavnih akterjev je bil Vladimir Vauhnik. Aprila 1944 so del skupine (11 oseb) odkrili, od tega je bilo 8 obsojenih na smrt z ustrelitvijo. Septembra 1944 so odkrili del službe v Trstu. Še en del skupine, v Zagrebu, so odkrili oktobra 1944.
Služba je skrbela za pridobivanje vojaških informacij (enote, položaj enot, število pripadnikov,...). Ni bila vpletena v politično dogajanje.
V letih 1942–1943 je služba imela 60 stalnih sodelavcev; 14 je bilo ujetih in usmrčenih.

## Nekateri pripadniki
- Ante Anić
- Nada Anić, žena zgornjega, ujeta aprila 1944, obsojena na smrt 11. junija 1944
- Vladimir Vauhnik
- Melita Tomič, roj. Thaler, sestrična zgornjega, ujeta aprila 1944, obsojena na smrt 11. junija 1944
- Jože Golec, deloval v Trstu, ujet septembra 1944
- Kosta Domazetović, deloval v Ljubljani, aretiran oktobra 1944